# 1951 en musique
| \| • Retour à la chronologie générale de la musique populaire • \| |
| XXIe siècle • XXe siècle • XIXe siècle • XVIIIe siècle XVIIe siècle • XVIe siècle • XVe siècle • XIVe siècle XIIIe siècle • XIIe siècle • XIe siècle • Xe siècle IXe siècle • VIIIe siècle • Haut Moyen Âge • Rome • Grèce |
| • Retour à la chronologie générale de la musique populaire • |

| • Retour à la chronologie générale de la musique populaire • |

| Années de la musique populaire : 1948 - 1949 - 1950 - 1951 - 1952 - 1953 - 1954    |
| Décennies de la musique populaire : 1920 - 1930 - 1940 - 1950 - 1960 - 1970 - 1980 |

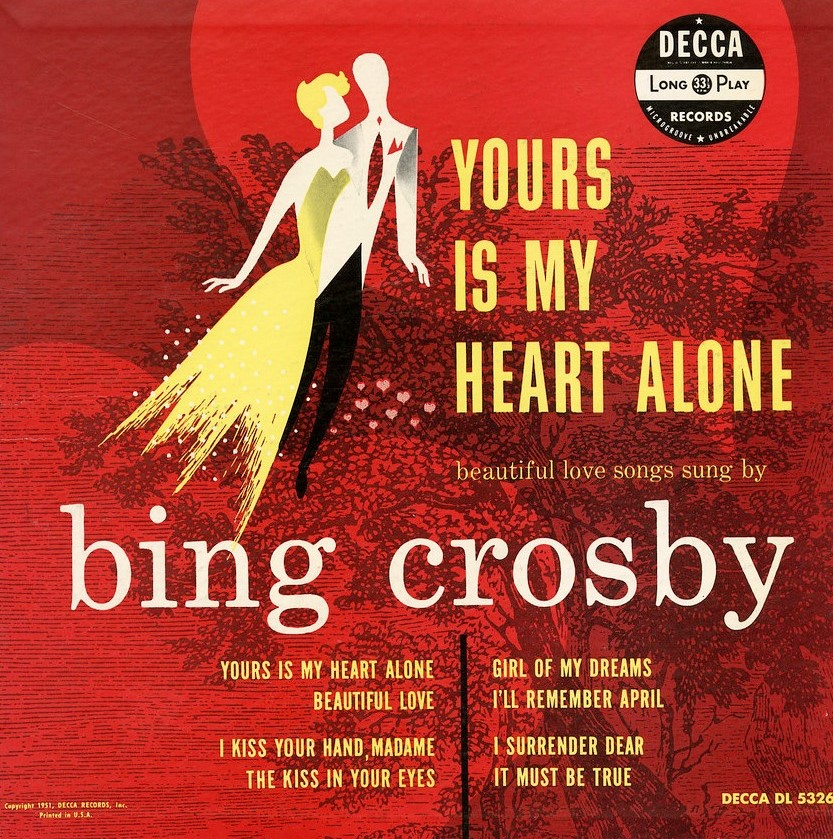
Album Yours is my heart alone de Bing Crosby sorti en 1951.

Cet article présente les faits marquants de l'année 1951 en musique.

## Évènements
- Janvier : Léo Ferré enregistre pour la radio De sac et de cordes, un « récit lyrique » dit par Jean Gabin. L'œuvre et diffusé sur les ondes en février. Pour la première fois, Ferré dirige un orchestre symphonique et des chœurs.
- Février : le label Specialty sort ses premiers 45 tours.
- 14 mars : Stan Kenton enregistre l'album Kenton '51 Concert At Cornell University à l'Université Cornell aux États-Unis.
- Août : début de la Moondog Rock n'Roll party d'Alan Freed sur la radio WJW de Cleveland.

## Disques sortis en 1951
- Albums sortis en 1951
- Singles sortis en 1951

## Principaux albums de l'année
- juin : Party After Hours, avec Amos Milburn, Wynonie Harris… (25 cm longue durée)

## Principaux singles de l'année
- janvier : Black Night, de Charles Brown
- janvier : Rock Little Baby, de Cecil Gant
- janvier : Too Young, de Nat King Cole
- février : If (They Made Me a King), de Perry Como
- mars : Rocks In My Bed, de Big Joe Turner
- mars : Rockin', des Robins
- mars : Let's Rock A While, d'Amos Milburn
- mars : How High the Moon, de Les Paul and Mary Ford
- avril : Rocket 88, de Jackie Brenston & his Delta Cats (avec Ike Turner)
- avril : Rockin' And Rollin', de Little Son Jackson
- mai : Sixty Minute Man, des Dominoes
- juillet : Rocket 88, de Bill Haley & The Saddle-Men
- août : Fool, Fool, Fool, des Clovers
- août : Because of You, de  Tony Bennett
- octobre : Cold, Cold Heart, de  Tony Bennett
- novembre : Lovin' Machine, de Wynonie Harris & the Todd Rhodes orchestra
- novembre : Dust My Broom d'Elmore James
- décembre : Taxi Blues, de Little Richard
- décembre : Cry, de Johnnie Ray & The Four Lads

## Succès de l'année enFrance
- 10 mars : La P'tite Lili, opérette de Marguerite Monnot créée à l’ABC de Paris, avec Édith Piaf.
- Padam Padam d'Édith Piaf
- Le chanteur de Mexico, opérette de Francis Lopez avec Luis Mariano
- L'Âme des poètes de Charles Trenet
- Le Gamin de Paris d'Yves Montand
- Grands boulevards d'Yves Montand
- Une demoiselle sur une balançoire d'Yves Montand

## Naissances
- 30 janvier : Phil Collins, batteur britannique et membre du groupe de rock Genesis.
- 31 janvier : Phil Manzanera, guitariste du groupe de glam-rock anglais Roxy Music.
- 19 février : Horace Andy, chanteur jamaïcain de reggae.
- 4 mars : Chris Rea, chanteur de rock britannique.
- 18 mars : Bill Frisell, guitariste de jazz américain.
- 25 mars : Maizie Williams, chanteuse du groupe disco Boney M.
- 27 avril : Ace Frehley, guitariste américain du groupe de hard-rock Kiss.
- 3 mai : Christopher Cross, chanteur et compositeur américain.
- 15 mai : Jonathan Richman, chanteur et guitariste américain du groupe de punk-rock The Modern Lovers.
- 19 mai : Joey Ramone, chanteur du groupe de punk-rock américain The Ramones († 15 avril 2001).
- 8 juin : Bonnie Tyler, chanteuse galloise.
- 30 juin : Stanley Clarke, bassiste de jazz américain.
- 15 juillet : Gregory Isaacs, chanteur jamaïcain de reggae († 25 octobre 2010).
- 16 août : Eric Bibb, chanteur de blues américain.
- 19 août : John Deacon, bassiste et auteur-compositeur anglais du groupe Queen.
- 7 septembre : Chrissie Hynde, chanteuse du groupe de rock anglais The Pretenders.
- 19 septembre : Daniel Lanois, musicien et producteur canadien.
- 22 septembre : David Coverdale, chanteur anglais des groupes de hard-rock Deep Purple et Whitesnake.
- 2 octobre : Sting, chanteur anglais et membre du groupe de rock The Police.
- 5 octobre : Bob Geldof, chanteur irlandais.
- 7 octobre : John Mellencamp, chanteur et guitariste de rock américain.
- 11 octobre : Jean-Jacques Goldman, auteur, compositeur et interprète français.
- 26 octobre : Bootsy Collins, bassiste du funk américain, membre du groupe Funkadelic.
- 27 octobre : Éric Morena, chanteur lyrique français.
- 26 décembre : John Scofield, guitariste de jazz américain.
- 28 décembre : 
  - Gilbert Montagné, chanteur français.
  - Rebecca Parris, chanteuse de jazz américaine († 17 juin 2018).
- 31 décembre : Tom Hamilton, bassiste du groupe de hard rock Aerosmith.

## Principaux décès
- 3 février : Fréhel, chanteuse réaliste française
- 4 février : Cecil Gant, chanteur de rhythm & blues américain
- 13 juillet : Arnold Schoenberg, compositeur autrichien
- 17 septembre : Jimmy Yancey, pianiste de rhythm & blues américain